# Атлетски савез Републике Српске
Атлетски Савез Републике Српске основан је 10.октобра 1992. године.
АС РС преко својих клубова има око 2000 регистрованих атлетичара у свим узрасним категоријама. На основу потписаног међусобног протокола о специјалним и паралелним везама, на иницијативу Атлетског Савеза Републике Српске, успијели су у сарадњу са Српским Атлетским Савезом да покрену пројекат Свесрпског атлетског купа ,који окупља најбоље атлетичаре Србије и Републике Српске. Поред овог најзначајнијег пројекта реализовано је много других пројеката важних за унапређење атлетике у Републици Српској.
АС РС је 2003 године удружен са Атлетским савезом Босне и Херцеговине у Атлетски Савез БиХ и од тада атлетичари и атлетичарке из Републике Српске у склопу репрезентације БиХ биљеже наступе на олимпијским играма , свјетским, европским и балканским првенствима.